# Code 211
Pour plus de détails, voir Fiche technique et Distribution.
Code 211 (211) est un film américain écrit et réalisé par York Shackleton, sorti en 2018.

## Synopsis
Le quotidien banal d'un policier veuf, Mike Chandler, est chamboulé par un braquage sanglant et violent. Secondé par son collègue et beau-fils, Steve, et un jeune civil, Kenny, Chandler n'a pas d'autre choix que de lutter contre les bandits. L'affrontement entre la police et les voleurs est sans pitié. Leur fusillade vire au carnage.

## Fiche technique
Sauf indication contraire, les informations mentionnées dans cette section peuvent être confirmées par la base de données cinématographiques IMDb,  présente dans la section « Liens externes ».
- Titre original : 211
- Titre français : Code 211
- Réalisation et scénario : York Shackleton
- Photographie : Alexander Krumov
- Montage : Ivan Todorov Ivanov
- Musique : Frederik Wiedmann
- Décors : Arta Tozzi
- Costumes : Anna Gelinova
- Production : Avi Lerner, Isaac Florentine, Les Weldon, Jonathan Yunger, Jeffrey Greenstein
- Sociétés de production : Millenium films
- Sociétés de distribution : Momentum Pictures
- Pays d'origine :  États-Unis
- Langue originale : anglais
- Format : couleur
- Genre : thriller
- Durée : 86 minutes
- Date de sortie :
  -  États-Unis : 6 juin 2018
  -  France : 7 novembre 2018 (DVD)

## Distribution
- Nicolas Cage (VF : Dominique Collignon-Maurin) : Mike Chandler
- Dwayne Cameron : Steve MacAvoy
- Sophie Skelton : Lisa MacAvoy
- Alexandra Dinu : agent Rossi
- Michael Rainey Jr. : Kenny Ralston
- Shari Watson : Shawnee Ralston
- Ori Pfeffer : Tre
- Sean James : Rob
- Weston Cage : Luke
- Michael Bellisario : Hyde
- Cory Hardrict : officier Hanson
- Amanda Cerny : Sarah
- Jonathan Yunger : officier Delaney
- Sapir Azulay : officier Jacobs
- Mark Basnight : le chef de police
- Atanas Srebrev (de) : capitaine Horst
- Velizar Binev : Randal
- Evgeniya Marinkova : Eleanor
- Laura Giosh Markova : Judith
- Manal El Feutiry : Camille, la serveuse
- George Zlatarev : lieutenant-colonel Moss
- Nadejda Ivanova : Natalia Buskova
- Andrew Keelaghan : Ronald Donovan
- Raymond Steers : Mandell
- Derek Horse : Floyd
- Fedi Bashur : Brian
- Nick Donadio : Treadwell
- Aleksander Karastoyanov : Scott
- Jamieson Urquhart : Jeff